# Al Yaqoub Tower
Al Yaquob Tower is een wolkenkrabber in Dubai, Verenigde Arabische Emiraten. Het gebouw is 328 meter hoog en telt 72 verdiepingen. De zes laagste verdiepingen zullen als kantoor gebruikt worden, de overige verdiepingen bevatten in totaal 289 woningen. In 2006 werd met de bouw begonnen.

## Ontwerp
Naast kantoorruimte en 289 woningen bevat de toren ook een parkeergarage, met 580 plaatsen, van meerdere etages. De parkeergarage zal achter de toren gebouwd worden en door een brug met de toren verbonden worden.